# Inter&Co Stadium
O Inter&Co Stadium é um estádio de futebol localizado no centro de Orlando, Flórida. Lá é a casa do Orlando City, Orlando Pride e Orlando City B, junto a sua inauguração, devido a venda dos Naming Rights, o nome oficial foi alterado para Inter&Co Stadium, após a compra dos direitos concluída pelo Inter&Co em Janeiro de 2024.
Localizado em uma das melhores regiões de Orlando, o estádio se orgulha de ser um dos mais bem localizados dentro de uma cidade entre os clubes da MLS, a intimidação, barulho e atmosfera favorável aos clubes de Orlando são alguns dos atrativos que o Inter&Co Stadium oferecem, com o seu orgulho de ter sido construído 100% com financiamentos da iniciativa privada.
Com o Orlando City sendo fundado em 2015 e o estádio em 2017, o Inter&Co stadium se tornou o primeiro estádio a receber simultaneamente partidas da MLS, USL e NWSL. o local fica a apenas 800 metros da casa do Orlando Magic, o Amway Center. Recebeu duas partidas da Copa América de 2024 e será uma das sedes do Mundial de Clubes FIFA de 2025.

## Primeiros anos pós-abertura
O Inter&Co Stadium foi construído com a maior parte das suas arquibancadas a 100º visando permitir uma maior visão dos torcedores que estiverem sentados, além de uma cobertura aprovada contra chuva e que ampliam os sons imitidos dentro do estádio, colaborando com o foco na atmosfera positiva almejada pela franquia de Orlando.
Em 2017, o estádio foi palco da final da NWSL como local neutro, e a Copa Feminina do mesmo ano, ainda em 2017 o local recebeu uma partida válida pelas Qualificatorias da América do Norte para a Copa do Mundo de 2018, além da partida das Estrelas da MLS contra o Atlético de Madrid em amistoso realizado em 2019.

## O Estádio

### Setores
O The Wall é o setor de maior destaque dentro do Inter&Co Stadium, coloridos com a cor roxa e localizados atrás do gol o setor foi construído com a solicitação dos torcedores de ser feito sem cadeiras, para que os torcedores mais calorosos pudessem assistir as partidas em pé, cantando e pulando em um estilo mais latino pouco visto nas partidas da MLS. Ainda sim, em jogos da CONCACAF Champions League e nos jogos internacionais como os da Seleção Americana, por força de regulamento os jogos precisam ser realizados com todos os acentos do estádio instalados, o setor ainda conta com um porta-corpos individual para cada torcedor, possibilitando todos de se movimentarem livremente. O local ainda conta com uma zona chamada Smoke Device Area, onde é autorizada o uso de uma fumaça não tóxica vista a cada gol ou fim de partida com vitória da equipe da casa, essa fumaça por não conter chama não é nociva a saúde e tão pouco tóxica para os frequentadores.
Ao lado direito dos bancos de reservas existe uma pequena e importante homenagem, 40 cadeiras foram pintadas com as cores da bandeira arco-íris do movimento LGBT, essa foi a forma de homenagear as vítimas do Massacre de Orlando, atentado terrorista em uma boate LGBT de Orlando ocorrido em 12 de junho de 2016, onde 50 morreram e outros 53 ficaram feridos, o clube se comprometeu deixar de forma permanente essa homenagem no estádio.

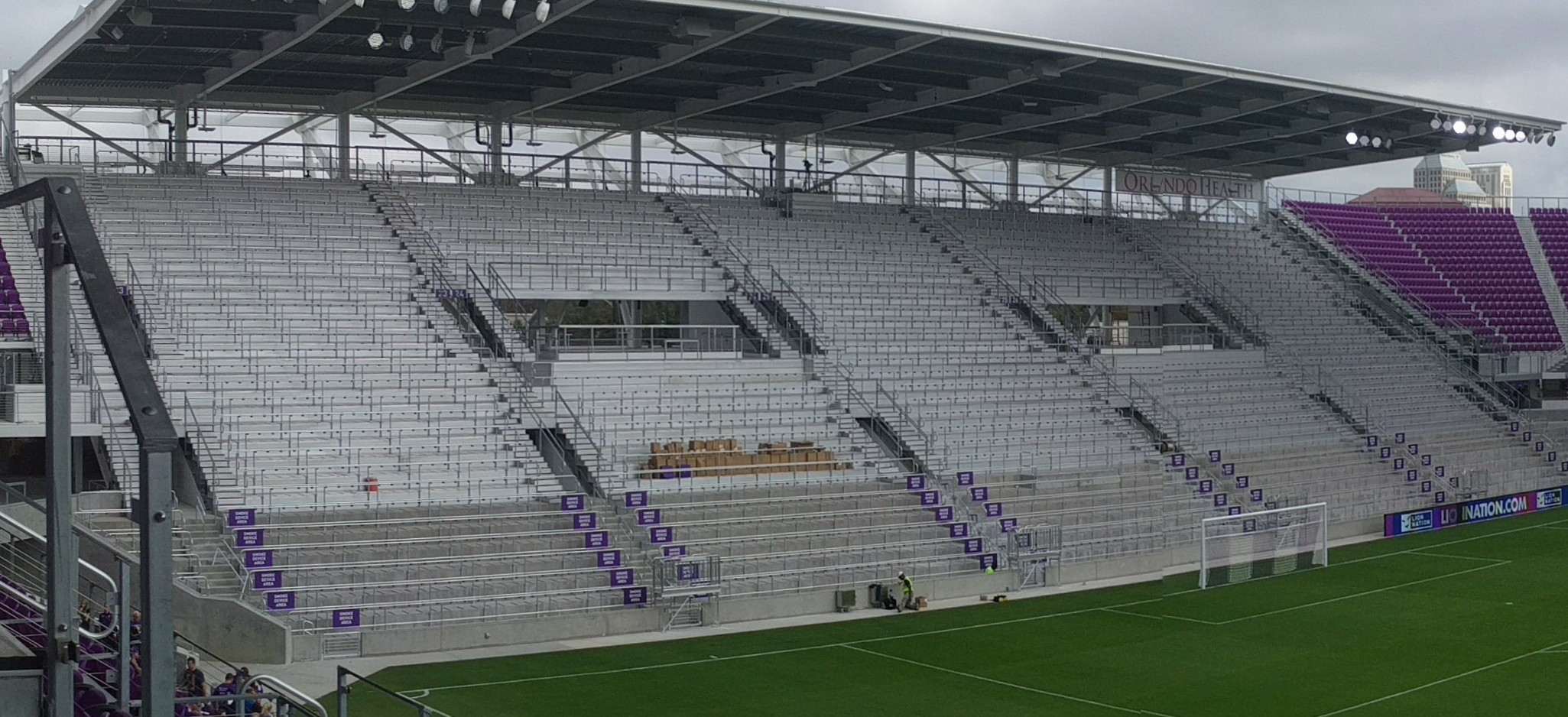
Setor conhecido como The Wall

O Inter&Co Stadium ainda conta com APP interno onde pode-se comprar tudo ligado ao Orlando e receber diretamente em seu acento, desde comida e bebida, até mesmo artigos do clube, como camisas, faixas e bonés, garantido conforto, consumo e rentabilidade ao clube.

### Bancos de reservas
Os bancos de reservas ficam encravados entre as arquibancadas inferiores do Inter&Co stadium, são vinte e dois acentos para cada equipe com apenas uma pequena parede como divisória, a área reserva para os suplentes é destacada parcialmente das arquibancadas apenas por uma pequena divisória de tijolos sem nenhuma outra cobertura ou separação física entre os torcedores.

### Túnel de acesso ao gramado
O Túnel de acesso ao campo é feito de paredes roxas, onde o lado mandante tem mensagens de apoio e incentivo em Inglês, Espanhol e Português, já do lado visitante o que se encontra são mensagens de hostilidade com objetivo de criar uma pressão antes mesmo do ínicio do jogo para o time de fora

Exploria durante uma partida noturna da MLS

### Vestiários duplamente personalizados
Os ambientes de vestiário são os mesmos, tanto em jogos do Orlando em sua versão masculina e feminina, porém a personalização do local é toda refeita entre os jogos de um e de outro, com a diferença entre escudo, patrocinadores e fornecedores de material esportivo o Orlando é capaz de trocar armários, logos, tapetes em apenas alguns minutos prontos para a partida seguinte. Os vestiários ainda contam com uma sala de reuniões própria e dentro desse ambiente por sua vez, existe um vestiário exclusivo das comissões técnicas.

### Setores VIPs
Os camarotes contam com bares, televisões e acentos dos lados internos e externos com confortáveis sofás e acentos com vista privilegiada do topo do estádio.
Os setor VIP ainda conta com uma área reservada para torcedores de camarote e setores dos ingressos de valor intermediário, onde em um amplo salão com direito a comida e bebidas liberadas o torcedor tem a disposição mesas e assentos a disposição.

### Administração
Dentro do estádio cada chefe dos setores da administração do clube tem suas salas, e frente a elas uma grande redação em forma semelhante a escritórios com dezenas de computadores que garante o pleno funcionamento do clube e estádio, a curiosidade do local é que existe um bar chamado City Pub, que conta com opções de bebida e alimentos para os funcionários e até mesmo uma maquina de chopp liberada para os colaboradores.

## Localização

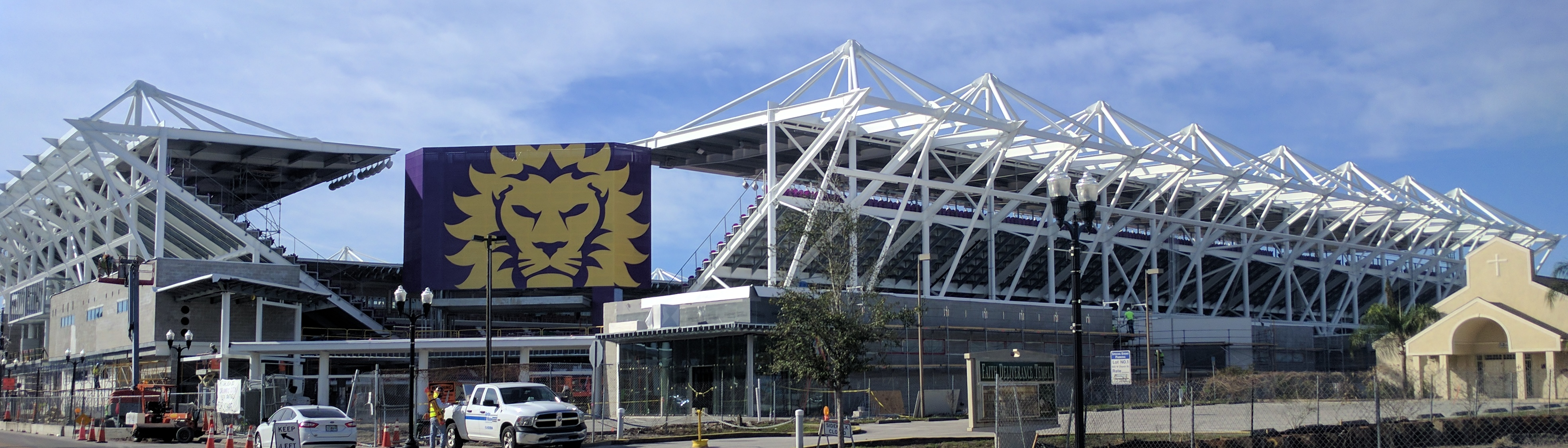
Vista da faixada principal do estádio, no portão A

O Estádio está localizado na 655 W Church St, Orlando, FL 32805.